# Сьлепково-Шляхецьке
Сьлепково-Шляхецьке (пол. Ślepkowo Szlacheckie) — село в Польщі, у гміні Радзаново Плоцького повіту Мазовецького воєводства.
Населення — 235 осіб (2011).
У 1975-1998 роках село належало до Плоцького воєводства.

## Демографія
Демографічна структура станом на 31 березня 2011 року:
|          | Загалом | Допрацездатний вік | Працездатний вік | Постпрацездатний вік |
| -------- | ------- | ------------------ | ---------------- | -------------------- |
| Чоловіки | 117     | 25                 | 83               | 9                    |
| Жінки    | 118     | 29                 | 63               | 26                   |
| Разом    | 235     | 54                 | 146              | 35                   |